# Gnophomyia acheron
Gnophomyia acheron là một loài ruồi trong họ Limoniidae. Chúng phân bố ở miền Cổ bắc.